# FTTH
FTTH (Fiber To The Home – światłowód do domu) – odmiana FTTX przeznaczona dla użytkownika domowego, gdzie światłowód poprowadzony jest od centrali do mieszkania abonenta. Za FTTH uważa się także sieci, w których światłowód terminowany jest na zewnętrznej ścianie lokalu klienta. Niemniej każdy lokal w budynku musi mieć doprowadzony swój własny światłowód. Sieć FTTH jest częścią sieci dostępowej i składa się z elementów aktywnych: OLT, ONT oraz łączącej je pasywnej optycznej sieci dystrybucyjnej ODN, obejmującej elementy i urządzenia za pomocą których sygnał optyczny przesyłany jest z obiektu operatora do lokalu abonenta. Sieć ODN składa się z sieci dosyłowej, sieci dołączeniowej oraz sieci instalacyjnej. Sieć dosyłowa to część sieci światłowodowej, realizująca transmisję danych, doprowadzona od punktu dostępowego OLT (optyczne zakończenie liniowe umieszczone w pomieszczeniu centrali telekomunikacyjnej) do urządzenia o nazwie Spliter znajdującego się w pomieszczeniu w budynku wielorodzinnym. Usługa oferuje szerokopasmowe usługi teleinformatyczne takie jak:
- telewizja − CATV,
- Internet,
- usługi telefoniczne − VoIP.Schematyczne porównanie przyłączy abonenckich

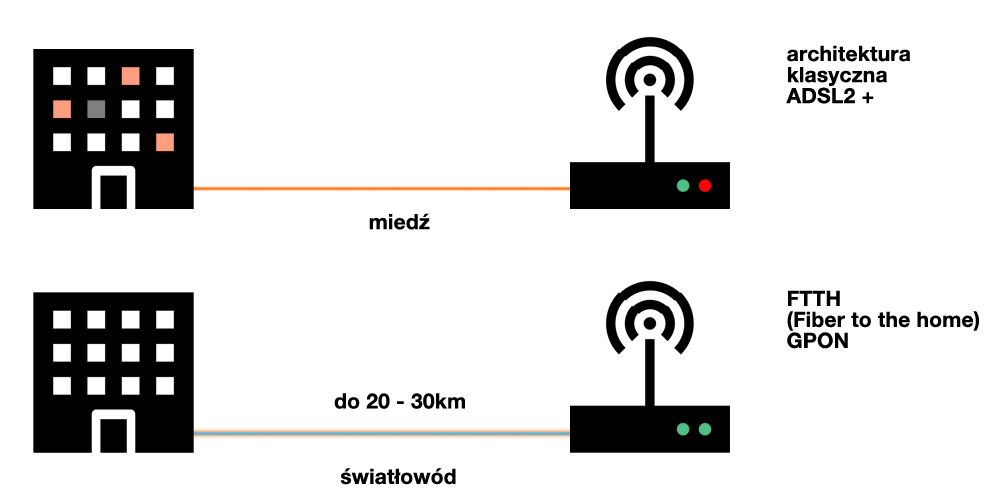
Schematyczne porównanie przyłączy abonenckich

Koszty techniki światłowodowej są dosyć duże. KMI Research przewidywało, że cena wszystkich urządzeń (konwertery, mufy światłowodowe, kable, przełączniki, karty sieciowe itp.) używanych w tej technologii w latach 2001–2008 miała wynieść 3,9 miliarda GBP.

## Budowa sieci FTTH
Sposób budowy oraz architektura sieci FTTH jest zależna od wielu czynników, główne to:
- Rodzaj obszaru zabudowy:
  - greenfield – obszar niezabudowany lub w bardzo wczesnej fazie budowy, nieposiadający infrastruktury telekomunikacyjnej, która może być planowana i budowana od podstaw,
  - brownfield – obszar zabudowany i zasiedlony z istniejącą infrastrukturą telekomunikacyjną wymagającą uzupełnienia, rozbudowania
- Typ i gęstość zabudowy – domy jednorodzinne i wielorodzinne;
- Gęstość zaludnienia;
- Przewidywany potencjał abonencki na danym obszarze;
- Wielkość sieci FTTH;
- Koszt budowy infrastruktury oraz bieżąca obsługa i utrzymanie;

Podstawowe wymagania funkcjonalne sieci FTTH obejmują:
- dostarczenie każdemu abonentowi usług i treści w paśmie o dużej przepustowości;
- zaprojektowanie elastycznej architektury sieci umożliwiającej zaspokajanie przyszłych potrzeb;
- bezpośrednie połączenie optyczne z każdym abonentem końcowym bezpośrednio do aktywnego urządzenia, zapewniające maksymalną dostępną pojemność w celu zaspokojenia przyszłego zapotrzebowania na usługi;
- uwzględnienie potrzeb przyszłej modernizacji i rozbudowy;
- minimalne zakłócenia podczas wdrażania sieci, po to, aby pobudzać akceptację sieci światłowodowych wśród właścicieli sieci oraz dostarczać korzyści abonentom FTTH;Architektura FTTH

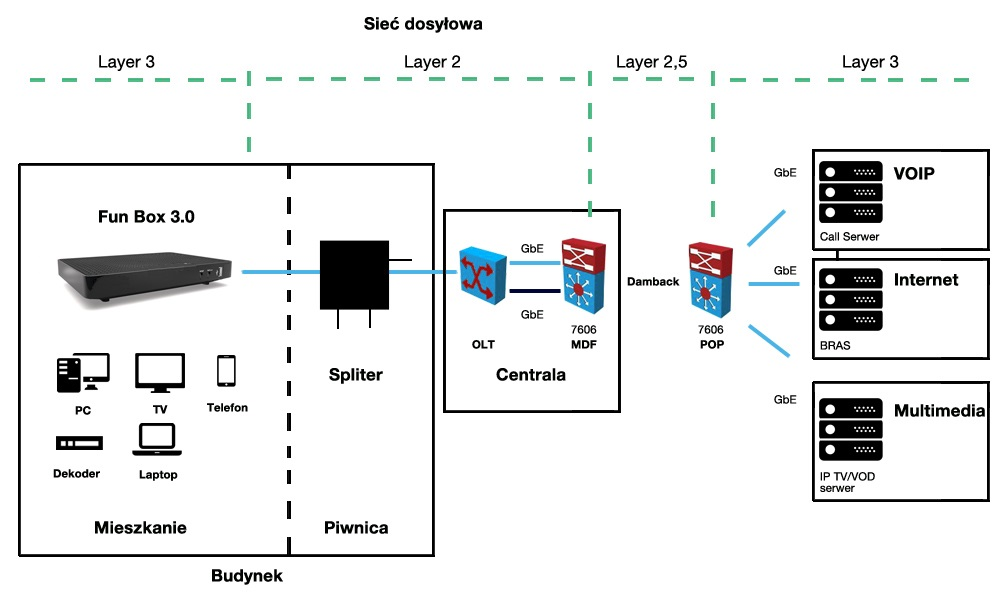
Architektura FTTH

## Architektura sieci FTTH
Na sieć FTTH składają się urządzenia aktywne (urządzenie dostępowe po stronie operatora, urządzenie końcowe po stronie klienta) oraz urządzenia pasywne (kable światłowodowe, przełącznice - ODF, szafki).
W sieci FTTH występują zwykle trzy główne sekcje:
- Sieć dosyłowa – służy do dostarczenia sygnału optycznego do punktu dystrybucyjnego obsługującego duży obszar (np. dzielnica/osiedle) – budowana przy użyciu kabli światłowodowych o dużej krotności (ilości włókien). Kable dosyłowe zakańcza się zwykle w szafkach, mufach lub studniach. W sieci dosyłowej może występować więcej niż jeden punkt dystrybucyjny.
- Sieć dystrybucyjna – służy do dostarczenia sygnału optycznego od punktu dystrybucyjnego do konkretnego budynku – budowana przy użyciu kabli światłowodowych o średniej/niskiej krotności. Rozciąga się pomiędzy punktem dystrybucyjnym w postaci szafki/mufy/studni, a pomieszczeniem technicznym budynku.
- Sieć instalacyjna – służy do dostarczenia sygnału optycznego do konkretnego lokalu (gniazdka optycznego, lub bezpośrednio urządzenia końcowego)  - budowana przy użyciu kabli światłowodowych o niskiej krotności (czasami zawierających tylko jedno włókno)

Poszczególne segmenty sieci łączy się przy pomocy przełącznic światłowodowych (ODF – Optical Distribution Frame). Czasami przełącznica jest pomijana i włókna poszczególnych sekcji są spawane bezpośrednio w punkcie dystrybucyjnym.
Zależnie od docelowej grupy klientów sieci FTTH mogą być budowane w topologii punkt-punkt (P2P) oraz punkt-wielopunkt (P2MP).

## Topologia sieci FTTH
Najczęściej stosowanymi topologiami są topologia punkt-wielopunkt, która jest często łączona z technologią pasywnej sieci optycznej (PON) oraz topologia punkt-punkt, w której wykorzystuje się zwykle technologie przesyłowe Ethernet.
Topologie punkt-wielopunkt (P2MP) zakładają poprowadzenie pojedynczego światłowodu „transportowego” z centrali do punktu rozgałęzienia. Stamtąd układany jest do abonenta pojedynczy światłowód.
W technologii pasywnej sieci optycznej, takiej jak GPON, wykorzystuje się w punktach rozgałęzienia pasywne splitery optyczne, a dane są szyfrowane, dzięki czemu użytkownicy otrzymują wyłącznie dane dla nich przeznaczone. Technologia aktywnego Ethernetu również może być wykorzystywana do kontrolowania dostępu abonenta w topologii punkt-wielopunkt, jednakże wymaga umieszczenia w terenie przełączników sieci Ethernet. Każdy z klientów posiada logiczne łącze punkt-punkt, a użytkownik końcowy wysyła i odbiera wyłącznie dane dla niego przeznaczone.
Topologie punkt-punkt (P2P) zapewniają światłowody pomiędzy węzłem dostępowym a abonentem. Każdy z abonentów posiada bezpośrednie połączenie z przeznaczonym wyłącznie dla niego światłowodem. Droga od centrali do klienta może składać się z kilku odcinków światłowodów połączonych spojeniami lub złączami rozłączalnymi, ale stanowi ciągłą drogę optyczną od węzła dostępowego do mieszkania.
Większość istniejących wdrożeń FTTH typu punkt-punkt wykorzystuje Ethernet, który może być łączony z innymi technologiami stosowanymi do transmisji. Ta topologia może również obejmować technologie PON, jeżeli w węźle dostępowym umieszczone zostaną pasywne splitery optyczne.

## Schemat podłączenia FTTH w różnych technologiach
- FTTH – światłowód od centrali do mieszkania abonenta. W przypadku sieci Orange Polska urządzenie przetwarzające sygnał ze świetlnego biegnącego światłowodem na sygnał miedziany – ONT zostało umieszczone wewnątrz modemu FunBox 3.0.
- MoCA (Multimedia over Coax Alliance) – światłowód od centrali do skrzynki w budynku, a dalej po istniejącym kablu koncentrycznym
- PoE (Power over Ethernet) – światłowód od centrali do skrzynki w budynku, a dalej po istniejącym kablu ethernetowym

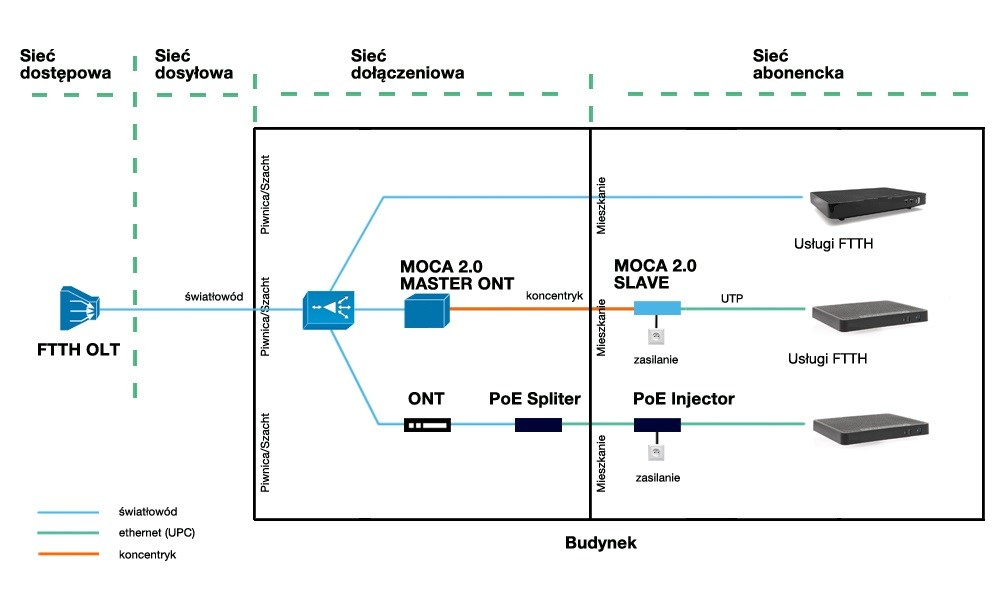
Architektura FTTH w podziale na technologie dostępne w sieci GPON - FTTH, MoCA, PoE

W przypadku podłączeń do budynków jednorodzinnych schemat podłączenia może być inny, gdyż wykorzystywane jest więcej elementów, lecz ostateczne działanie usługi nie różni się niczym od zastosowanego w gospodarstwach wielorodzinnych.

## FTTH w Polsce
Liczba podłączonych do technologii FTTH gospodarstw domowych w Polsce gwałtownie rośnie. We wrześniu 2017 roku w zasięgu znalazło się ponad 2 mln gospodarstw domowych, a wzrost wyniósł 46% w ciągu roku. Z usług FTTH korzystało 3,9 proc. gospodarstw domowych, czyli około 0,5 mln abonentów, a wzrost w skali roku wyniósł 400%. Raport przygotowany przez Urząd Komunikacji Elektronicznej wskazuje, że na koniec 2017 r. z internetu światłowodowego korzystało 750 tys. abonentów, a wzrost w porównaniu z końcem 2016 r. wyniósł. 250 tys. abonentów.
Znaczący wzrost liczy gospodarstw domowych w zasięgu światłowodu zaczął się w Polsce w 2015 roku, wraz z intensywnym programem inwestycyjnym Orange Polska, który w latach 2016-2020 planuje zainwestować w doprowadzenie światłowodu do domów klientów ponad 4 mld zł. Na koniec września 2018 r. w zasięgu usługi Orange Światłowód, pod którą operator sprzedaje łącza FTTH było 3,164 mln gospodarstw domowych Polsce. Była ona dostępna w 116 miastach, a korzystało z niej 324 tys. klientów.
Innymi dużymi operatorami, którzy świadczą usługi FTTH są m.in. Inea i Toya. Pierwszy z nich na koniec grudnia 2015 r. miał największy udział w rynku. W tym momencie z usług FTTH w Polsce korzystało 310 tys. gospodarstw domowych, z czego 11% z usług Inea.
Na terenie Unii Europejskiej we wrześniu 2017 łącze w technologii FTTH/FTTB podłączone było do 24,77 mln budynków, a możliwość skorzystania z niej miało łącznie 72,5 mln gospodarstw.
Od 2019 roku ogólnopolskim dostawcą usług FTTH zostanie T-Mobile wykorzystując do tego sieci Orange i Nexery.
Duża część sieci FTTH w Polsce powstanie dzięki programowi POPC. Według danych ministerstwa cyfryzacji na dzień 19 lipca 2018 roku zakontraktowano budowę przyłączy do około 1,9 miliona gospodarstw domowych w obszarze tzw. białych plam. Mają one zostać wybudowane do końca 2021 roku. Beneficjentami programu POPC są: Orange Polska, Infracapital/Nokia (Nexera), INEA, Voice Net, Grupa Multiplay, Fiberlink, TOYA, Podlaska Sieć Internetowa, Sferanet, Liquid Systems, Asta-NET, KOBA, IdeaLAN, IT Partners Telco, Beskid Media czy Tauron Polska Energia.

## Technologie
Przy projektowaniu sieci FTTH należy wybrać jedną z dwóch architektur:
- aktywne sieci optyczne
- pasywne sieci optyczne